# لا ماسيا
لا ماسيا دي كان بلينس، (بالإسبانية: La Masía de Can Planes)‏ وتُنطق اختصارًا لا ماسيا (بالإسبانية: La Masía)‏ هو مُصطلح يُستخدم للتعريف على أكاديمية الشباب في نادي برشلونة. تضم الأكاديمية أكثر من 300 لاعب شاب. وكانت عاملاً هامًا في نجاحات نادي برشلونة، وخرجت الأكاديمية بعض اللاعبين المُمتازين في أوائل العقد الأول من القرن العشرين.
في عام 2010، أصبحت لا ماسيا أول أكاديمية للشباب تُخرج جميع المُرشحون لجائرة الكرة الذهبية في عام واحد وهم ليونيل ميسي، أندريس إنييستا وتشافي هيرنانديز.
لا ماسيا هي أيضًا اسم لمرافق التدريب في نادي برشلونة، ويقع في الأصل بالقُرب من ملعب كامب نو في منطقة ليس كورتس في برشلونة. كان المبنى الأصلي نفسه عبارة عن مسكن ريفي قديم (في اللغة الكاتالونية: Masia) تم بناؤه عام 1702، وعندما تم افتتاح ملعب كامب نو في عام 1957، تم إعادة تصميم المبنى ليُصبح المقر الاجتماعي للنادي. مع التوسع التدريجي للنادي، أصبح المبنى صغيرًا جدًا بالنسبة للمقر الرئيسي، وفي 20 أكتوبر 1979، تم تحويل لا ماسيا إلى مسكن للاعبين الشباب الذين كانوا من خارج برشلونة. في 30 يونيو 2011، لم يعد المبنى سكنًا للاعبين. في حفل افتتاح بسيط، أصبحت مدينة غامبر الرياضية المسكن الجديد للاعبين الشباب.

## التاريخ

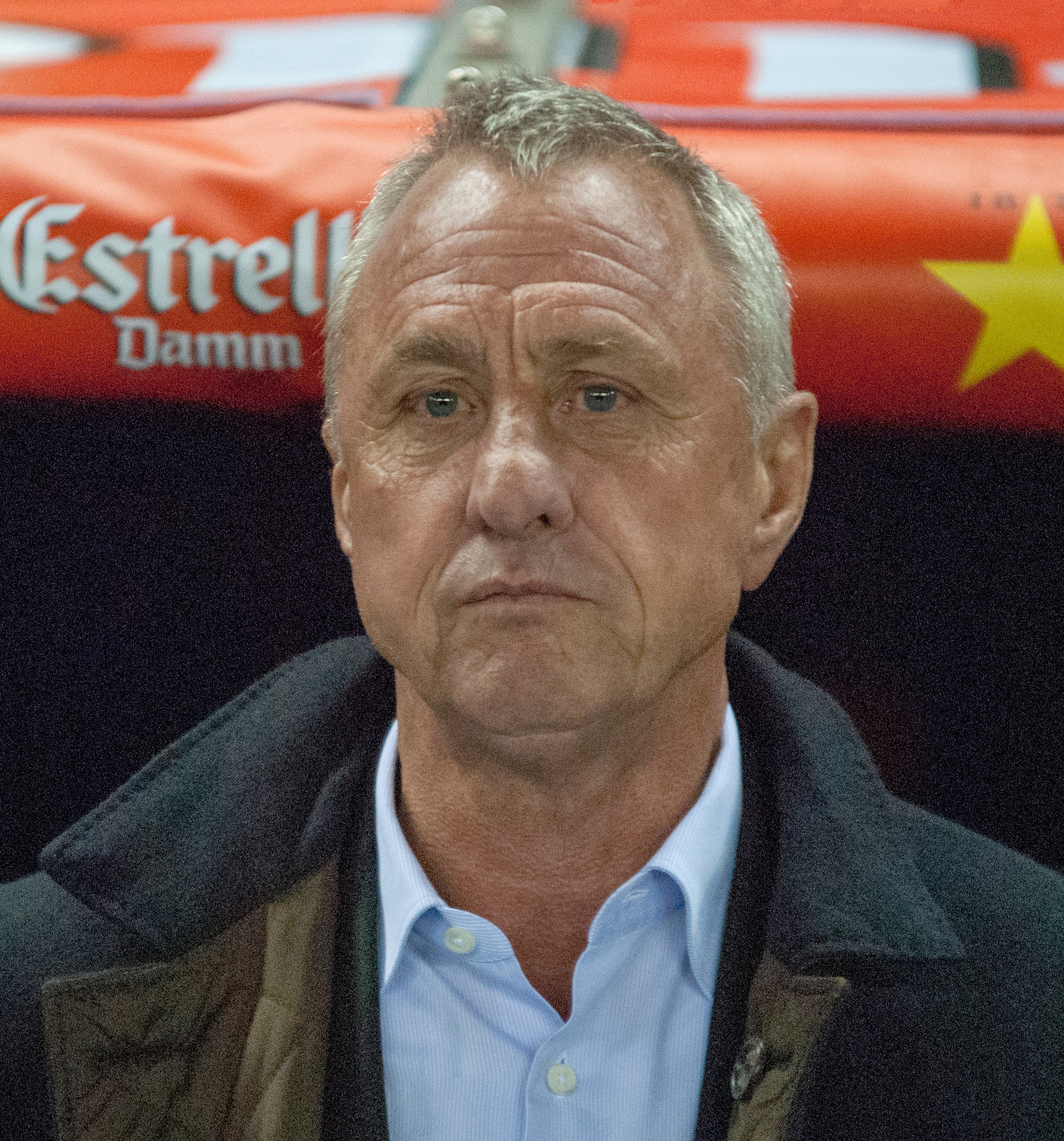
يوهان كرويف في عام 2013. قال تشافي:«أنشأ كرويف فلسفة واضحة للغاية في برشلونة، وهو من أسس تلك الفلسفة، وأصبحت DNA لبرشلونة.» نظام التدريب المُتبع في لا ماسيا غالبًا ما يُعتبر بأنه المركز الأول لمدرسة كرويفيان (Barçajax) لكرة القدم.

لا ماسيا دي كان بلينس كانت مزرعة كاتلونية قديمة بُنيت عام 1702. وفي عام 1979، استخدمها النادي لأول مرة كمسكن للاعبي كرة القدم الشباب الذين يأتون من خارج مدينة برشلونة. وتم اقتراح فكرة أن يكون هذا المسكن أكاديمية للشباب على نونيز من قبل خاومي أمات، وأوريول تورت كان مسؤولاً عن المنشأة.
في عام 2011، أعلن برشلونة بأنه سينقل جميع أنشطته التدريبية إلى مدينة خوان غامبر الرياضية.
أصبحت لا ماسيا أكثر شهرة بعد نجاح نادي برشلونة ب مع لاعبين محليين؛ ذكر روري سميث في صحيفة ديلي تلغراف أن لا ماسيا «حلت محل أكاديمية أياكس الأسطورية كمصنع لإنتاج المواهب لكرة القدم». نسب إيان هوك من ذا تايمز نجاح اللا ماسيا كمدرسة للمواهب إلى دفعة عام 1987، والتي تضمنت لاعبين بارزين مثل سيسك فابريغاس، وليونيل ميسي وجيرارد بيكيه وبيدرو. في عام 2000، تعرض لويس فان غال، مدرب نادي برشلونة آنذاك للسُخرية من قبل وسائل الإعلام الكاتلونية بسبب حلمه في الفوز بدوري الأبطال مع 11 لاعبًا محليًا. ثُم فاز نادي برشلونة بدوري الأبطال عام 2009 بوجود ثمانية لاعبين محلين.
منُذ عام 1979 إلى 2009، ترك 440 لاعب شاب منازلهم وعائلاتهم للبقاء في هذه الأكاديمية. حوالي نصفهم كانوا من سكان كاتلونيا، والبقية من مناطق أخرى من مملكة إسبانيا وخارجها، بما في ذلك 15 من الكاميرون، و7 من البرازيل، و5 من السنغال و 3 من الأرجنتين. من بين هؤلاء الـ440، صعد 40 منهم إلى الفريق الأول.

## المُنظمة
تضم لا ماسيا حوالي 60 لاعبًا كمسكن لهم، 10 منهم في المزرعة، والباقي في غرف بجانب الملعب؛ أما البقية يجب عليهم توفير سكن خاص بهم. الأكاديمية هي واحدة من أغلى الأكاديميات في أوروبا، حيث تعمل بتكلفة تبلغ 5 ملايين جنيه إسترليني سنويًا. التكلفة الرئيسية هو المبنى، لا ماسيا نفسها. الحد الأدنى للسن المطلوب لدخول لبرنامج الشباب هو ست سنوات؛ في كل عام، يُحاول أكثر من 1000 صبي تتراوح أعمارهم بين ستة إلى ثمانية أعوام الحصول على القبول. يتم اختيار أفضل 200. كما يسعى النادي للبحث عن المواهب التي يتنبأ لها مُستقبل جيد وذلك عن طريق استخدام نظام يتم فيه نشر 15 كشافة في كاتالونيا و15 في بقية أسبانيا و10 منتشرين في جميع أنحاء العالم. لتخفيف نفقات التي تُصرف على الكشافة، لدى النادي اتفاقية مع 15 ناديًا محليًا لتدريب اللاعبين غير المستعدين للالتحاق بأكاديمية الشباب. في المقابل، يقدم نادي برشلونة الأموال والتدريب والمشورة الفنية لهذه الأندية لخدماتها. أثناء توسيع عملياته في العالم، أسس النادي خمس مدارس في المكسيك وواحدة في مصر؛ المتقدمون الناجحون لهذه المدارس يصبحون طلابًا، ويتلقون التعليم الأكاديمي والتدريب على كرة القدم.

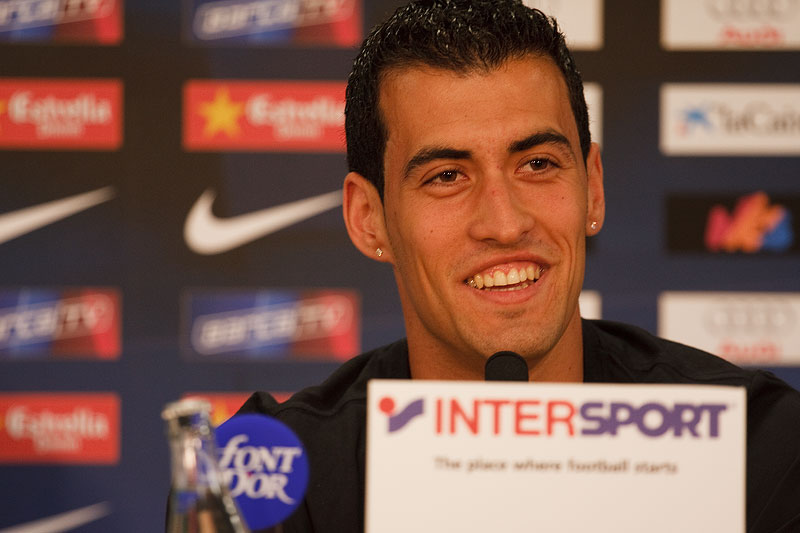
سيرجيو بوسكيتس، خريج لا ماسيا، وهو لاعبًا في نادي برشلونة منذ عام 2008.

عندما أعاد غوارديولا تنظيم فريق الشباب، وضع برنامجًا من ثلاثة مراحل لإضفاء الطابع الرسمي على التقدم من جوفينيل إلى برشلونة ب وأخيراً إلى الفريق الأول. المرحلة الأولى من مسيرة لاعب شاب تتضمن خطة تناوب مع برشلونة ب. أما المرحلة الثانية فتضم توعية اللاعب لأهميته للفريق وتوقع أن يحسن اللاعب التماسك والأداء في فريق الشباب. في المرحلة الأخيرة، يتم وضعه كلاعب «أساسي» في الفريق ب وقد يتم استدعاؤه إلى الفريق الأول. وبعض اللاعبين في المرحلة الثالثة يتم وضعه كابتن للفريق بغض النظر عن اللاعبين الأكبر سنًا.
ويُذكر بأن جميع المراحل السنية في نادي برشلونة يلعبون من شهر أغسطس حتى مايو. والطقس المعتدل في لا ماسيا يسمح للاعبين بالتدرب في الهواء الطلق على مدار العام. تتدرب فرق الشباب بعد الانتهاء من المدرسة. ونادي برشلونة ب يلعب كفريق محترف ويتدرب في الصباح والمساء. وجميع المدربين في نادي برشلونة هم لاعبون مُحترفون سابقون.
نادي برشلونة ب هو نادي الشباب الرئيسي في النادي، وفرق الشباب الإثني عشر الأخرى تضم 24 مُدربًا وأكثر من 300 لاعب. هُناك 56 موظفًا آخر، بما في ذلك الأطباء وعلماء النفس وخبراء التغذية والطهاة وعُلماء فسيولوجيا. في موسم 2009-10، تأهل نادي برشلونة ب إلى الدوري الإسباني للدرجة الثانية مرة أخرى. يلعب برشلونة ب في تشكيلة 4-3-3، وهو نفس التشكيل الذي استخدمه الفريق الأول.

## الفلسفة

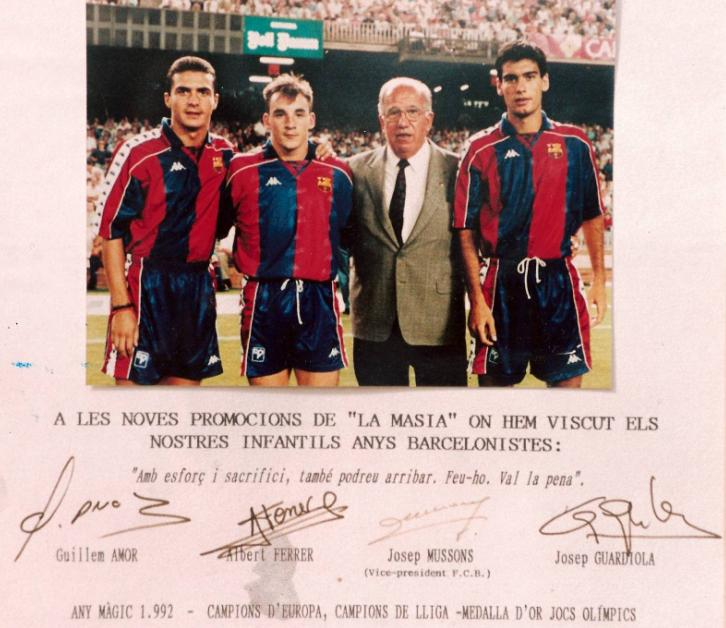
غويليرمو أمور، ألبرت فيرير، جوسيب موسونس (نائب رئيس برشلونة)، وبيب غوارديولا. هذه الصورة عُلقت لسنوات طويلة في لا ماسيا تحديدًا على مدخل غرفة الطعام. توقيعهم، باللغة الكتالونية، وكانت الصورة هي كرسالة للاعبين الصغار ومكتوب عليها: «مع الجهد والتضحية، يمكنك فعلها أيضًا. فقط أفعلها، الأمر يستحق ذلك!»

نسب المدير الفني السابق لبرشلونة بيب سيغورا نجاح النادي إلى «فلسفة اللعب» وقال: «يتعلق الأمر بخلق فلسفة واحدة، عقلية واحدة، من المراحل السنية إلى الفريق الأول». تتكون الفلسفة من تطبيق الكرة الشاملة مع الفلسفة الاسبانية التقليدية «لمسة واحدة» (تيكي تاكا) نهج الكرة الشاملة أتى من المدرسة الهولندية من خلال يوهان كرويف. يتطلب نهج الكرة الشاملة من اللاعبين التحرك بشكل سلس ومُنظم، حيث يمكن للاعبين تبادل المراكز بسرعة. وفي أكاديمية الشباب، هناك تركيز كبير على القدرة التقنية، التي ينظر إليها على أنها شرط مُسبق لإجراء تغييرات داخلية. من الأسباب التي غالبًا ما يُستشهد بها لنجاح برشلونة هو الاستمرارية والالتزام الذي يتبع به برشلونة الفلسفة الحالية وهو التمرير والتحرك. وكان غوارديولا النموذج الأولي للاعب خط الوسط المحوري. لاعبو خط الوسط الشهيرين تشافي وإنييستا هم الذين حافظوا عليها من بعده.
الجانب الآخر من لا ماسيا هو طابعها الوطني الكاتالوني الملحوظ وأيضًا كثرة المواهب المحلية وهذا من شأنه يدعم التكوين الثقافي لكاتالونيا.

## التأثير

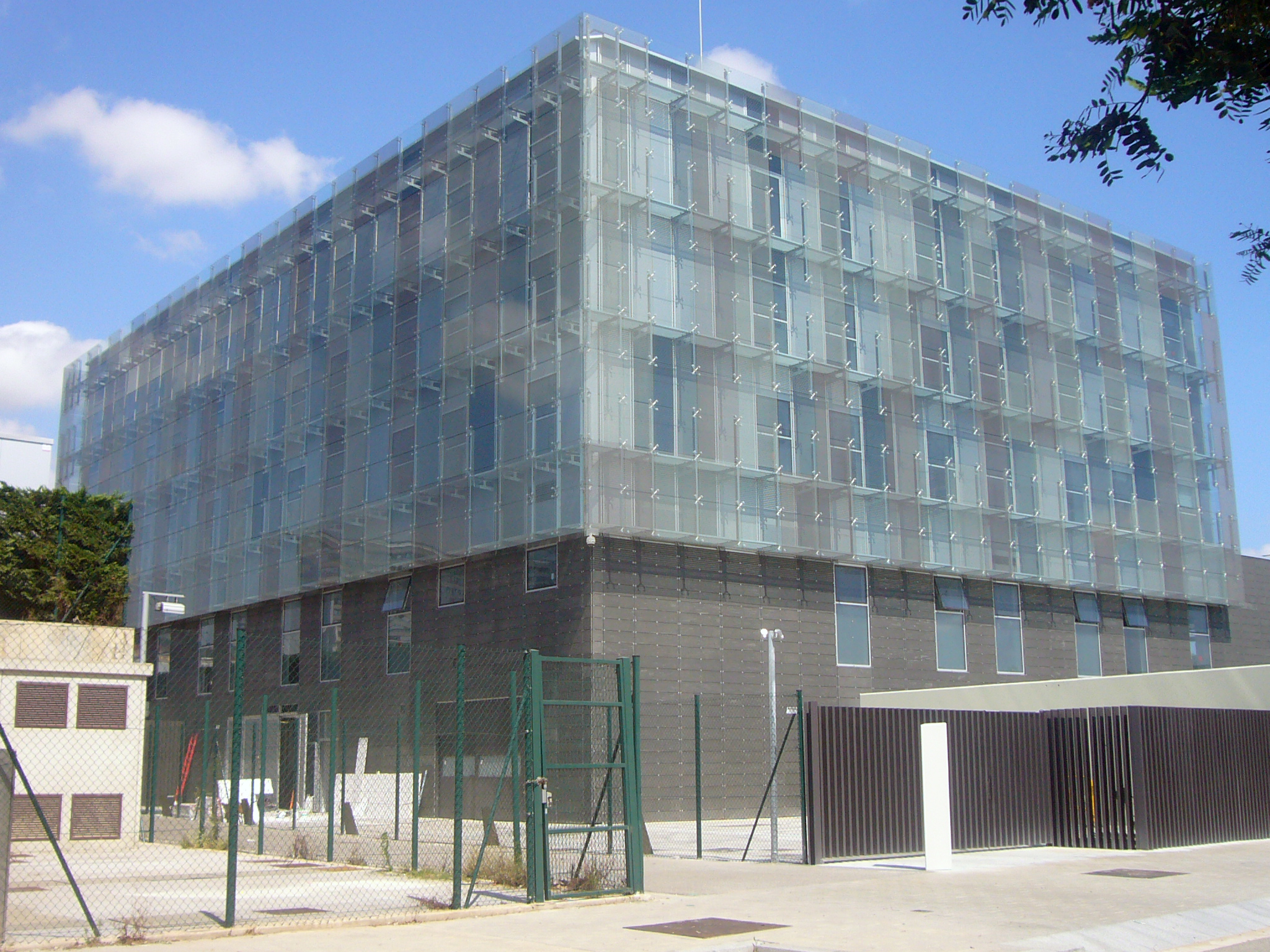
مبنى أكاديمية لا ماسيا الجديد الذي أُفتتح في أكتوبر 2011.

في عام 2009، أصبح ليونيل ميسي أول لاعب من لا ماسيا يحصل على جائزة الكرة الذهبية لأفضل لاعب كرة قدم في أوروبا، وجائزة أفضل لاعب كرة قدم في العالم.
فاز منتخب إسبانيا بـ كأس العالم 2010 في وجود سبعة لاعبين من برشلونة في تشكيلة النهائي ضد منتخب هولندا. قال مُدرب منتخب ألمانيا يواكيم لوف بعد هزيمة فريقه أمام إسبانيا إن الخصم لديها نفس أسلوب برشلونة: «يمكنك أن ترى ذلك في كل تمريرة، طريقة لعب إسبانيا هي نفس الطريقة التي يلعب بها نادي برشلونة. من الصعوبة هزيمتهم، إنهم واثقون للغاية وهادئون للغاية في الطريقة التي يُمررون بها الكرة.»
في 25 نوفمبر 2012، وللمرة الأولى في الدوري الإسباني، إحدى عشر لاعب في التشكيلة جميعهم خريجو أكاديمية لا ماسيا بعد إصابة داني ألفيس وخروجه ودخول مارتن مونتويا في الدقيقة 13. لعب برشلونة لمدة 60 دقيقة بهذه التشكيلة: فيكتور فالديز، جوردي ألبا، كارليس بويول، جيرارد بيكيه، مونتويا، سيرجيو بوسكيتس، تشافي، إنييستا، فابريغاس، بيدرو، وميسي، وهم جميعهم خريجو لا ماسيا.
وبعد سنوات من هذا الإنجاز ومع تقدم هؤلاء اللاعبين بالعُمر وفي ظل طموح نادي برشلونة الذي يُريد أن يُحافظ على مكانته كواحد من أفضل الأندية في العالم، اتجه نحو إستراتيجية التعاقدات التقليدية وهي التوقيع مع أبرز اللاعبين الموهبين في العالم بمبالغ كبيرة، مثل نيمار، لويس سواريز وفيليبي كوتينيو، بالإضافة إلى التوقيع مع عدد من اللاعبين الصغار (غالبًا من فرنسا والبرازيل) والذين يتوقعون لهم مُستقبل مُشرق مع النادي. ومع ذلك، فإن هذا النهج (جنبا إلى جنب مع شيء من 'تخزين' اللاعبين بسبب حظر التعاقدات لخرق اللوائح المُتعلقة بالتوقيع مع لاعبين الشباب من خارج الاتحاد الأوروبي) يعني أن هناك فرصة أقل لخريجي الأكاديمية بالوصول إلى الفريق الأول، وأصبحت نوعية اللاعبين التي تُخرجها الأكاديمية لم تكن عالية مثل الجيل السابق ومع ذلك، استمر الفريق في الفوز بالبطولات ووصل بعض لاعبي الأكاديمية إلى الفريق الأول وهم رافينيا ألكانتارا، وكارليس ألينيا، وسيرجي روبيرتو، حيث اضطر روبيرتو باللعب في مركز ليس مركزه وهو ظهير أيمن بسبب وفرة المواهب في مركز خط الوسط.

## أبرز الخريجين

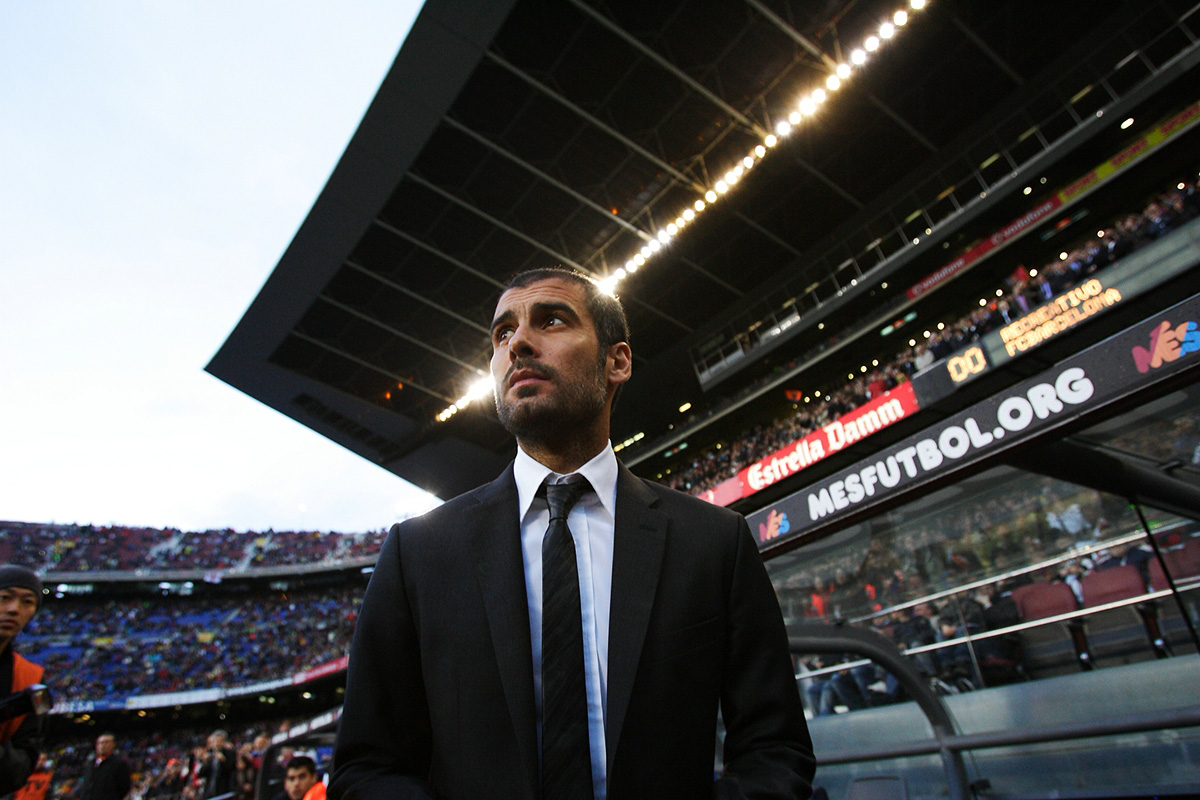
شهد عصر بيب غوارديولا في برشلونة (2008-2012) واحدة من أنجح العصور في تاريخ النادي وأكاديمية الشباب.
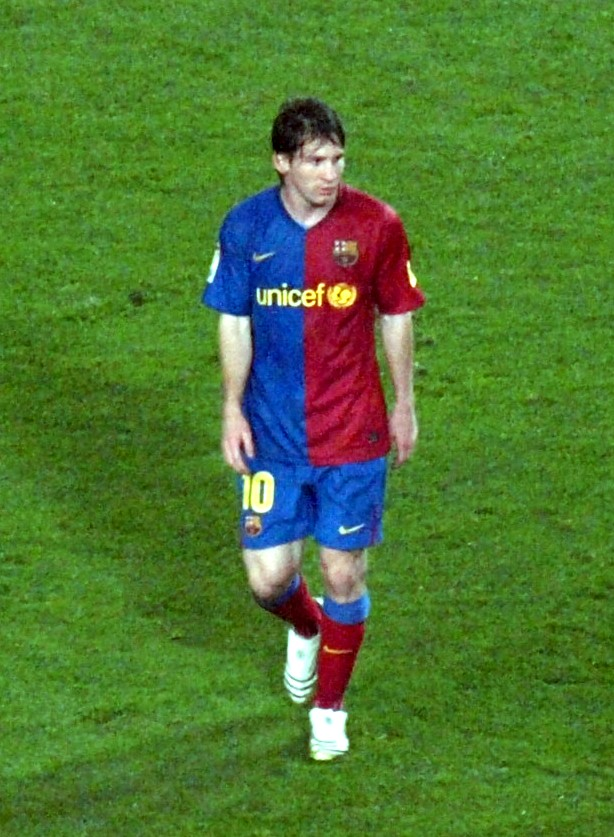
ذكر غوارديولا في عام 2016 بأن ميسي يُعتبر أفضل خريج لمدرسة كرويفيان (Barçajax).

العديد من خريجي لا ماسيا يحصلون على عرض احترافي سواء في برشلونة أو في أندية أخرى. وفيما يلي قائمة من اللاعبين الذين لعبوا ما لا يقل عن 100 مباراة في الدوري مع الفريق الأول.